# Amigdoscalpellum svetlanae
Amigdoscalpellum svetlanae är en kräftdjursart som först beskrevs av Zevina 1975.  Amigdoscalpellum svetlanae ingår i släktet Amigdoscalpellum och familjen Scalpellidae. Inga underarter finns listade i Catalogue of Life.